# Castle Ashby
Castle Ashby is een civil parish in het bestuurlijke gebied South Northamptonshire, in het Engelse graafschap Northamptonshire met 111 inwoners.